# Pinnatella uroclada
Pinnatella uroclada là một loài Rêu trong họ Neckeraceae. Loài này được (Mitt.) Enroth miêu tả khoa học đầu tiên năm 1992.